# Slaget vid Summa (1788)
Slaget vid Summa var ett slag under Gustav III:s ryska krig. Slaget stod mellan svenska och ryska styrkor den 19 juli 1788 vid Summa.

## Bakgrund
Sommaen 1788 marscherade en avdelning under befäl av Gustaf Mauritz Armfelt enligt order av Gustav III österut från Lovisa. Styrkan korsade Kymmene älv vid Strömfors och fortsatte därefter till Pyttis, efter vilket de framryckte till Sutela. Då bron över Kymmene älv norrut vid Högfors blivit förstörd stannade avdelningen i tre dagar. När bron blivit återställd fortsatte marschen över natten till Summa, vilken nåddes om morgonen. På eftermiddagen när Armfelt rekognoscerade den fientliga ställningen vid Fredrikshamn blev flera officerare tillfångatagna i ett utfall från staden. Samma natt, mellan den 18 juli och 19 juli, marscherade en rysk styrka ut från Fredrikshamn och avancerade mot summa.

## Slaget
Anfallet inleddes vid midnatt mot den svenskarna, vilka dock höll ställningen stadigt genom en effektiv eldgivning. Striden fortgick därefter i tre timmar fram till dagbräckningen, efter vilket den ryska styrkan ryckte tillbaka mot Fredrikshamn.